# Netelia beschkovi
Netelia beschkovi är en stekelart som beskrevs av Kolarov 1994. Netelia beschkovi ingår i släktet Netelia och familjen brokparasitsteklar. Inga underarter finns listade i Catalogue of Life.